# Andrzej Wróbel (prawnik)
Andrzej Wróbel (ur. 18 lipca 1953 w Bodzechowie) – polski prawnik i nauczyciel akademicki, profesor nauk prawnych, sędzia Sądu Najwyższego (1994–2011, 2017–2020), w latach 2011–2017 sędzia Trybunału Konstytucyjnego.

## Życiorys
Ukończył studia prawnicze na Wydziale Prawa i Administracji Uniwersytetu Marii Curie-Skłodowskiej w Lublinie. W 1982 doktoryzował się, przedstawiwszy napisaną pod kierunkiem Janusza Łętowskiego rozprawę zatytułowaną Administracyjnoprawne instrumenty ochrony gruntów rolnych w procesie inwestycyjnym. W 1991 uzyskał na UMCS stopień doktora habilitowanego nauk prawnych na podstawie dorobku naukowego oraz rozprawy pt. Centralne planowanie państwowe. Studium administracyjno-prawne. 22 stycznia 2002 otrzymał tytuł profesora nauk prawnych.
Wśród jego zainteresowań naukowych znalazły się prawo administracyjne, w tym postępowanie administracyjne i administracyjno-prawne problemy ochrony środowiska (zwłaszcza ochrona gruntów rolnych), planowanie publiczne, demokratyczna teoria samorządu terytorialnego w ujęciu komparatystycznym, prawo europejskie (w tym problematyka ochrony prawnej w Unii Europejskiej). Odbywał staże i prowadził badania naukowe m.in. w Katanii, Heidelbergu i Lwowie.
W 1976 został pracownikiem WPiA UMCS, początkowo na stanowisku asystenta stażysty, następnie – asystenta (1977), starszego asystenta (1978) i adiunkta (1982). Był prodziekanem tego wydziału ds. zaocznych studiów administracyjnych (1993–1994). Pracę na UMCS zakończył w 2004. W tym samym roku został zatrudniony na stanowisku profesora zwyczajnego w Instytucie Nauk Prawnych PAN, gdzie kierował Zakładem Prawa Międzynarodowego i Prawa Europejskiego, był też przewodniczącym Rady Naukowej INP PAN (2009–2010). Od 2010 przebywał na urlopie bezpłatnym.
Prowadził także zajęcia także m.in. w Wyższej Szkole Inżynierskiej w Radomiu (1992–1994), Uniwersytecie w Katanii (1993), Uniwersytecie Warszawskim (1994–2001), Wyższej Szkole Dziennikarskiej w Warszawie (1998–2000), Wyższej Szkole Służby Społecznej w Suwałkach (2000–2001), Wyższej Szkole Handlu i Prawa w Warszawie (2000–2003). Pracował również w Szkole Wyższej Psychologii Społecznej w Warszawie (2009–2013) i na Akademii Leona Koźmińskiego w Warszawie (2019–2021).
Od 2002 do 2006 zasiadał w Radzie Legislacyjnej IX kadencji, przewodniczył radzie programowej Krajowego Centrum Szkolenia Kadr Sądów Powszechnych i Prokuratury. Wśród wypromowanych przez niego doktorów znaleźli się Monika Domańska oraz Mirosław Tokarski.
W 1994 otrzymał nominację na sędziego Sądu Najwyższego, orzekał w Izbie Administracyjnej, Pracy i Ubezpieczeń Społecznych.
W 2010 był rekomendowany przez klub poselski SLD do Trybunału Konstytucyjnego (z poparciem posłów z innych ugrupowań, w tym PO), nie został jednak wówczas wybrany. W 2011 został zgłoszony po raz kolejny, tym razem wybrano go w skład TK (w miejsce Ewy Łętowskiej). Ślubowanie złożył 29 maja tego samego roku. W grudniu 2016 zapowiedział rezygnację ze stanowiska sędziego Trybunału Konstytucyjnego i powrót do orzekania w Sądzie Najwyższym, motywując swoją decyzję sprzeciwem wobec sposobu, w jaki Prawo i Sprawiedliwość obchodzi się z TK. Prezydent Andrzej Duda powołał go na sędziego Sądu Najwyższego w styczniu 2017. Orzekał w Izbie Pracy, Ubezpieczeń Społecznych i Spraw Publicznych. 1 kwietnia 2020 przeszedł w stan spoczynku.
Pełnił funkcję redaktora naczelnego miesięcznika „Państwo i Prawo” (od 2012) oraz „Europejskiego Przeglądu Sądowego” (od 2005). Był członkiem Komitetu Nauk Prawnych Polskiej Akademii Nauk.
Deklaruje biegłą znajomość języka niemieckiego oraz średnią języka angielskiego, włoskiego i rosyjskiego.

## Wybrane publikacje
- Instytucje prawa administracyjnego (współredaktor), C.H. Beck, Warszawa 2010.
- Karta Praw Podstawowych w europejskim i krajowym porządku prawnym (red.), Wolters Kluwer Polska, Warszawa 2009.
- Kodeks postępowania administracyjnego. Komentarz (współautor), Zakamycze, Kraków 2000.
- Konwencja o Ochronie Praw Człowieka i Podstawowych Wolności (współautor), C.H. Beck, Warszawa 2010.
- Odpowiedzialność odszkodowawcza w administracji (współredaktor), C.H. Beck, Warszawa 2010.
- Postępowanie administracyjne (współautor), Zakamycze, Kraków 1998.
- Postępowanie administracyjne i postępowanie egzekucyjne w administracji (współautor), Zakamycze, Kraków 2002.
- Prawna ochrona gruntów rolnych w procesie inwestycyjnym, Zakład Narodowy im. Ossolińskich, Wrocław 1984.
- Prawo procesowe administracyjne (współredaktor), C.H. Beck, Warszawa 2010.
- Traktat ustanawiający Wspólnotę Europejską 3 tomy (współautor), Wolters Kluwer Polska, Warszawa 2008–2010.
- Ustrój i zadania administracji publicznej w Rzeczypospolitej Polskiej (współautor), FFE, Warszawa 1993.
- Wprowadzenie do prawa Wspólnot Europejskich (red.), Zakamycze, Kraków 2004.
- Współpraca sądowa w sprawach cywilnych i karnych (współredaktor), C.H. Beck, Warszawa 2007.
- Warto chronić państwo prawa. Andrzej Wróbel w rozmowie z Krzysztofem Sobczakiem, Wolters Kluwer Polska, Warszawa 2017.